# Saarijärvi
Saarijärvi es una ciudad y municipio de Finlandia ubicado en la región de Finlandia Central.
En 2022, en un área de 1422,73 km², el municipio tenía una población de 8975 habitantes, de los que algo más de la mitad vivían en la propia ciudad.
La ciudad se fundó en 1639 y consiguió los derechos de ciudad en 1986. Saarijärvi tiene diferentes sitios de ocio, como un campamento y un parque nacional.
Se ubica unos 50 km al noroeste de Jyväskylä, sobre la carretera 13 que lleva a Kokkola.